# Konrad III. (Münsterschwarzach)
Konrad III. († 22. November 1342) war von 1339 bis 1342 Abt des Benediktinerklosters in Münsterschwarzach.

## Münsterschwarzach vor Konrad
Abt Konrad III. war bereits der vierunddreißigste Prälat, der der Abtei Münsterschwarzach vorstand. Unter seinen direkten Vorgängern festigte sich der Klosterkonvent wieder, nachdem er in der zweiten Hälfte des 13. Jahrhunderts von einer Spaltung betroffen war. Abt Johannes I. verkaufte viele Güter der Abtei, um den Kirchenneubau in Dimbach bezahlen zu können. Sein Nachfolger Heinrich vollendete sein Werk und begann eine Propstei im Klosterdorf aufzubauen.

## Leben
Abt Konrad stammte vielleicht aus dem fränkischen Adelsgeschlecht der Zollner von Hallburg, die nahe der Stadt Volkach ihren Stammsitz hatten. Erstmals bezeugt ist Konrad am 16. September 1339, als er das Dorf Laub an die Familie Teufel veräußern ließ. Zu seiner Zeit vollzog Bischof Otto II. von Wolfskeel die Trennung der Pfarrei Stadtschwarzach vom Kloster. Unter Konrads Herrschaft, am 21. Juli 1342, kam es zur großen Mainüberschwemmung, die die Klostergüter verwüstete. Konrad III. starb am 22. November 1342.

## Wappen

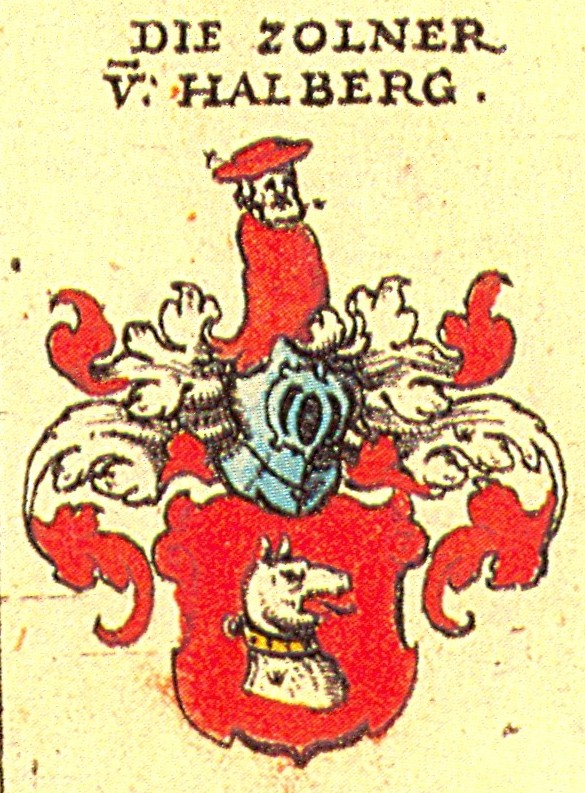
Das Familienwappen nach Siebmacher

Ein persönliches Wappen ist für Abt Konrad III. nicht überliefert. Sollte er jedoch Teil des fränkischen Adelsgeschlechts der Zollner von Hallburg gewesen sein, existiert zumindest das Familienwappen. Beschreibung des Familienwappens: In Rot ein linksgewendeter Rüde mit goldenem Halsband; rot-silberne Helmdecken; auf dem Helm ein graubärtiger Mann mit rotem Kleid.